# Sardina (araldica)
In araldica la sardina compare raramente e, per lo più, nell'araldica civica. In questo caso indica che l'entità territoriale indicata è dedita alla pesca.

D'azzurro, a tre sardine d'argento, poste in fascia una sull'altra (stemma di Scipione Sardini, XVI sec.)
D'azzurro, a quattro sardine d'argento, poste in fascia l'una sull'altra; al capo d'argento, caricato di cinque moscature d'armellino (La Turballe, Francia)

## Posizione araldica ordinaria
La sardina compare abitualmente posto in fascia.